# Samseonghyeol

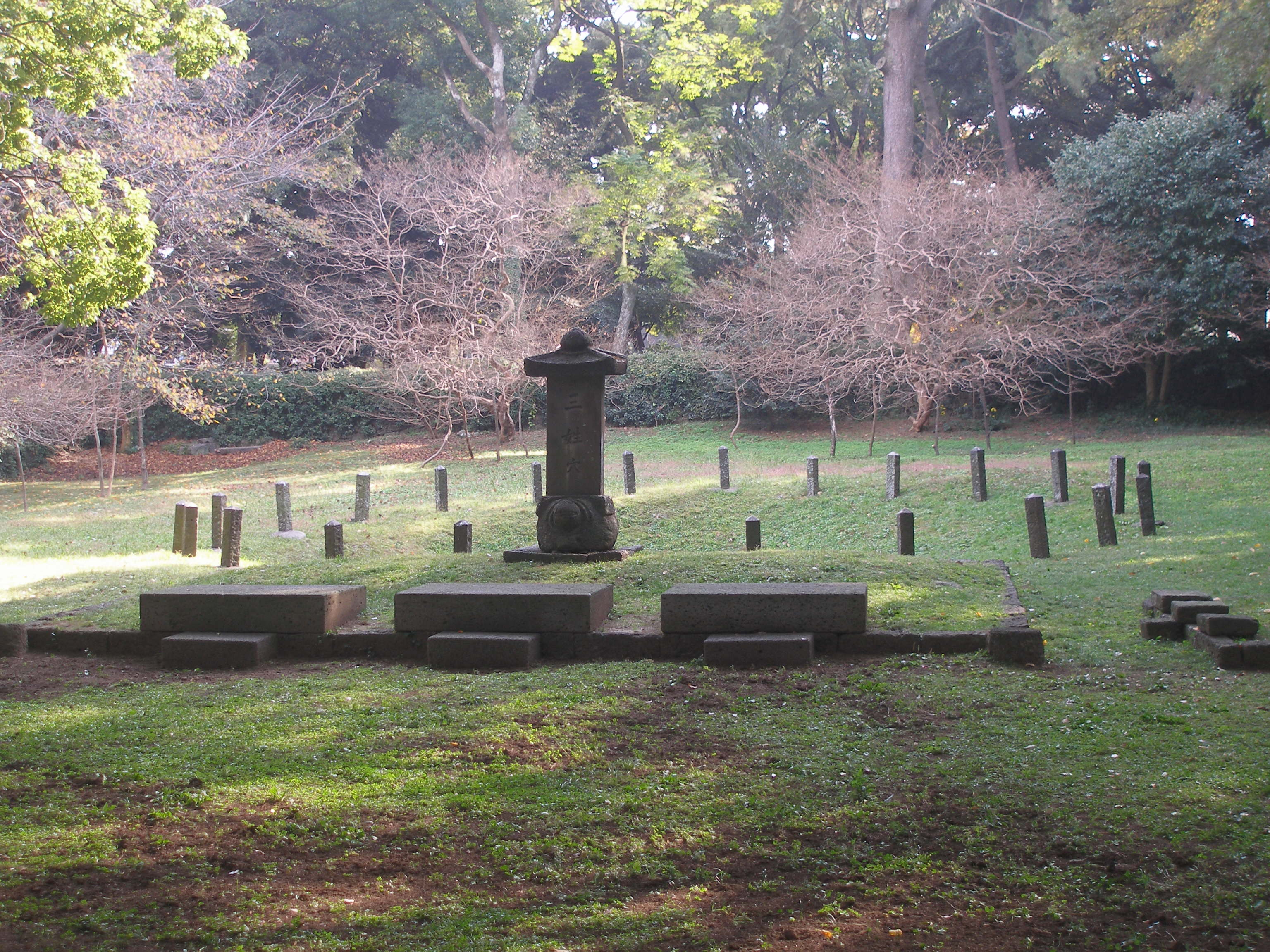

Los Samseonghyeol (En coreano "agujeros de los tres clanes") son tres grandes agujeros en el suelo en Jeju en Jejudo, una isla y provincia de Corea del Sur en el norte del Mar Oriental de China. Los agujeros se encuentran en el área urbana de la ciudad en la costa norte central. 

## Leyenda
De acuerdo a la mitología Samseong, de aquí emergieron desde la tierra tres semidioses para convertirse en los padres fundadores de Tamna y su gente, cuyos descendientes mantienen sus apellidos:
- Go Eulna (고을나 = 高乙那)
- Ryang Eulna (량을나 = 良乙那)
- Bu Eulna (부을나 = 夫乙那)

Según una película animada mostrada en un santuario local, un hombre misterioso más tarde llegó por barco trayendo tres hermosas princesas que se convirtieron en sus mujeres, les enseñó agricultura, y les ayudó a desarrollar y poblar la isla. Con el tiempo los tres hombres dispararon tres flechas desde la cima de una montaña que aterrizaron en tres sitios en la isla, indicando los lugares de residencia para sus descendientes.